# Marina Bolzli
Marina Bolzli (* 14. Dezember 1980 in Burgdorf) ist eine Schweizer Journalistin, Schriftstellerin sowie Mitbegründerin und Co-Geschäftsführerin des Berner Onlinemediums Hauptstadt.

## Werdegang
Marina Bolzli wuchs im Berner Emmental auf. Sie studierte Politologie und Slawistik an der Universität Bern. Nach dem Studium lebte sie für ein Jahr in Sankt Petersburg und Krakau.
Seit 2007 schrieb sie für verschiedene Zeitungen und Zeitschriften. Von 2017 bis 2021 war sie Kulturredaktorin bei der Berner Zeitung, für welche sie auch die Gedichtekolumne Flüchtig schrieb. Als freischaffende Kolumnistin verfasste sie zwischen 2018 und 2021 für die Tamedia-Zeitungen eine monatliche Gartenkolumne mit dem Titel Nachgehackt. Zudem realisierte sie Radio-Features für die Sendung «Passagen» von Radio SRF 2, wie Verschobene Leben im Balkan (2011) sowie Helden bauen im Balkan (2015). Für das Radio-Feature Verschobene Leben im Balkan erhielt sie den Medienpreis für Freischaffende (gemeinsam mit Lucia Vasella).
Ihr Debütroman Nachhernachher erschien 2009 im Landverlag. Sie wurde dafür mit dem Literaturpreis des Kantons Bern ausgezeichnet. 2011 veröffentlichte sie ihren zweiten Roman, Innere Enge. 2021 publizierte sie zusammen mit weiteren Schweizer Autorinnen und Autoren das Buch Eisgeschichten aus dem Emmental.
Im Jahr 2021 half sie mit, den Verein für Berner Medienvielfalt zu gründen. Daraus entstand 2022 das Berner Onlinemedium Hauptstadt. Marina Bolzli ist Co-Geschäftsführerin.
Sie ist Mitglied des Vereins der Autorinnen und Autoren der Schweiz.

## Preise und Auszeichnungen
- 2008: Stipendium Pro Helvetia Villa Decius, Krakau[1]
- 2009: Literaturpreis des Kantons Bern für den Roman Nachhernachher[4]
- 2012: Medienpreis für Freischaffende für das Radiofeature Verschobene Leben im Balkan (Radio SRF 2, Passagen, 2011, gemeinsam mit Lucia Vasella)[3]
- 2020: Schweizer Reporter:innen-Stipendien[5]
- 2023: Swiss Press Award, 2. Platz Lokal, zusammen mit Joël Widmer, Jürg Steiner und Team[6]

## Publikationen (Auswahl)

### Bücher
- Nachhernachher. Roman. Landverlag[7], Langnau im Emmental 2009, ISBN 978-3-033-01814-3[8]
- Innere Enge. Roman. Landverlag, Langnau im Emmental 2011, ISBN 978-3-9523520-9-0[9]
- mit Andreas Aebi, Blanca Burri, Stefanie Christ, Melanie Gerber, Susanne Graf, Peter Heiniger, Hans Herrmann Eisgeschichten aus dem Emmental. Landverlag, Langnau im Emmental 2021, ISBN 978-3-905980-39-4